# Sigrun Otto
Sigrun Enersen Otto, född 13 april 1896 i Oslo, död 15 augusti 1980 på samma ort, var en norsk skådespelare, gift med teaterchefen Reidar Otto. Hon debuterade 1912, och var anställd vid Centralteatret mellan 1914 och 1959. Hon medverkade också i flera norska och norsk-svenska filmer samt hade roller i Fjernsynsteatret.

## Filmografi (urval)
- 1942 – Jeg drepte!
- 1946 – Jag var fånge på Grini
- 1946 – To liv
- 1947 – Sankt Hans fest
- 1951 – Kranes konditori
- 1951 – Skadeskutt
- 1952 – Trine!
- 1953 – Brudebuketten
- 1955 – Ute blåser sommarvind